# 平成2年台風第28号
平成2年台風第28号（へいせい2ねんたいふうだい28ごう、国際名：ペイジ/Page）は、1990年11月に和歌山県に上陸した台風である。1951年の統計開始以降、日本への上陸日時が（1年の中で）最も遅かった台風であり、なおかつ統計史上唯一、11月に日本に上陸した稀な台風でもある。現行の強さ・大きさとなった2000年以降にも11月の上陸はない。

## 概要

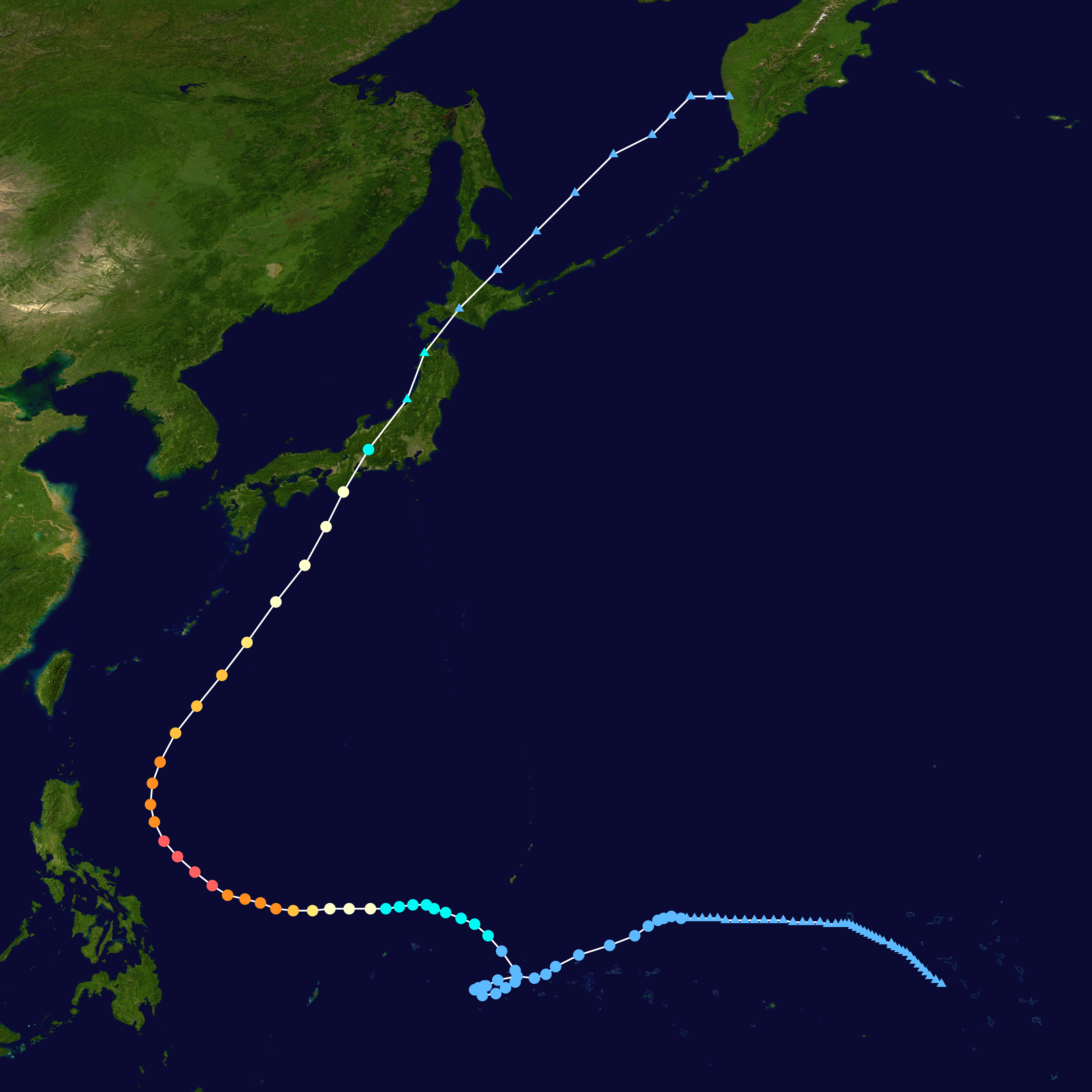
進路図

1990年11月22日、マリアナ諸島の南で台風28号が発生。西に進み、27日にはフィリピンの東海上で最盛期を迎え、中心気圧910 mb（hPa）になる。そしてこの頃から進路を北寄りに変えた。29日には沖縄県の大東島地方を暴風域に巻き込み、12月を目前に控えた30日の14時、大型の勢力（中心気圧975mb・最大風速30m/s）で和歌山県白浜町の南に上陸。同日21時に東海地方で温帯低気圧に変わった。温帯低気圧は12月1日に日本海に抜け、北海道を通過して日本列島から去った。
台風が上陸した翌日の12月1日、台風から変わった温帯低気圧が日本海へ抜けたため、広範囲で9月並みの暖かな一日となった。新潟で最高気温20.4度、仙台で21.8度（12月の最高気温歴代1位）、東京では23.5度を観測し、12月としては当時歴代1位、現在でも歴代3位の高温記録となった。

## 特徴（遅い上陸）
この台風の特徴は、日本への上陸日時が遅かったことである。
この台風のように11月に日本本土に上陸した台風は前例がなく、しかもこの台風は、11月30日という11月の下旬でかつ12月間近という異例の時期に上陸したため（上陸があと10時間遅ければ12月の上陸台風であった）、1951年に統計が開始されて以来最も遅い上陸となった。それまでの最晩記録であった1967年の台風34号（10月28日に上陸）より1カ月以上も遅かった。
上陸の遅さ故にこの台風は当時注目されており、新聞記事には「季節はずれ台風」「季節外れのおくて台風」「冬台風」「戦後初の師走上陸か」などの言葉が並んでいた。上陸翌日の新聞記事には「“遅刻台風” 新幹線混乱」といった見出しもあったという。
11月になっても、沖縄や伊豆諸島・小笠原諸島へ接近する台風は少なくなく、統計史上では沖縄に27個、伊豆諸島・小笠原諸島には25個の台風が接近している。しかし、この台風のように11月に本州付近にまで接近する台風は非常に珍しい。
| 順位 | 名称                              | 国際名   | 上陸日時                | 上陸地点                         |
| ---- | --------------------------------- | -------- | ----------------------- | -------------------------------- |
| 1    | 平成2年台風第28号                 | Page     | 1990年11月30日 14時     | 和歌山県白浜町南                 |
| 2    | 昭和42年台風第34号                | Dinah    | 1967年10月28日 3時30分  | 愛知県南部                       |
| 3    | 平成29年台風第21号                | Lan      | 2017年10月23日 3時      | 静岡県掛川市付近                 |
| 4    | 平成16年台風第23号                | Tokage   | 2004年10月20日 13時     | 高知県土佐清水市付近             |
| 5    | 昭和30年台風第26号                | Opal     | 1955年10月20日 12時     | 和歌山県田辺市付近               |
| 6    | 昭和54年台風第20号                | Tip      | 1979年10月19日 9時30分  | 和歌山県白浜町付近               |
| 7    | 平成10年台風第10号                | Zeb      | 1998年10月17日 16時30分 | 鹿児島県枕崎市付近               |
| 8    | 昭和62年台風第19号                | Kelly    | 1987年10月17日 0時      | 高知県室戸市付近                 |
| 9    | ルース台風 （昭和26年台風第15号） | Ruth     | 1951年10月14日 19時     | 鹿児島県いちき串木野市（現）付近 |
| 10   | 平成26年台風第19号                | Vongfong | 2014年10月13日 8時30分  | 鹿児島県枕崎市付近               |

## 遅い上陸の原因
上陸日が遅かった原因については、1990年当時の夏は記録的な猛暑で太平洋高気圧の勢力が強く、秋以降になっても高気圧は後退せずに記録的な暖秋となっていた。この台風襲来時も、日本の南東海上で季節外れに夏の太平洋高気圧が強まっており、偏西風も本州のやや北まで押し上げられていたため、台風は偏西風に流されずにまるで9月のようなコースを取って、紀伊半島に到達したものと考えられている。

## 統計開始以前の遅い上陸台風
1944年に中央気象台が作成した「日本颱風資料」や、1940年から中央気象台（現在の気象庁）によって毎年作られている「台風経路図」などの古い資料によると、明治時代など台風の統計が始まる以前には、以下の台風が11月や12月など遅い時期に上陸したとされている。
- 1892年11月24日に東海地方に上陸した台風
- 1894年12月10日に九州地方南部か房総半島に上陸した台風（記録に残っている中で最も遅い上陸台風[15]）
- 1932年11月15日に房総半島に上陸した台風（俗称：七五三台風[15]）
- 1948年11月19日に紀伊半島南端に上陸した台風34号（アグネス台風）

しかしながら、当時は台風と温帯低気圧との区別がなく、温帯低気圧に変わってもなお台風扱いであった。しかも台風の定義が現在のような基準に確定したのは1951年からであり、特に20世紀初頭頃までは台風の基準も曖昧であったと考えられており、これらの台風も上陸時には温帯低気圧に変わっていた可能性があるとされた。
以上のような理由により、公式の記録では1990年の台風28号が最も遅い上陸台風である。

## 備考
統計史上、11月に本州付近にまで接近した台風は1990年の28号を含めてわずか3個であり、残りは以下の2個である（いずれも上陸はせず）。
- 1952年の台風21号は、フィリピンの北から台湾付近を通り、沖縄の北から西日本の南海上へ進んだところで消滅した[12]。
- 1965年11月末に台風32号が関東地方の南に接近し、北東方向へ進んだ。この台風も中心気圧960～970hPa程度の比較的強い勢力で関東沖を通過していて、当時の気圧配置は1990年の28号の時と酷似しており、やはり季節外れに強まった太平洋高気圧の縁辺を回るようにして関東沖まで移動した[12]。

こちらも上陸はしていないが、2003年11月29日から12月1日にかけて、台風21号が日本に接近し、本州付近の低気圧と前線の活動が活発化して四国地方の一部で豪雨となったほか、八丈島で36.8mの最大瞬間風速が観測されている。

## 被害
- 死者・行方不明者4人[17]
- 負傷者12人[17]
- 住家損壊162棟[17][15][7]
- 住家浸水1,544棟[17]
- 被害総額48億円[17]
- 西日本から北日本の広い範囲で大雨と暴風による被害が発生した。

## 記録
- 観測史上最も遅い台風の日本上陸（11月30日）。
- 三重県尾鷲市：総雨量409.5mm
- 三重県尾鷲市：最大瞬間風速34.7m/s（11月としては歴代1位の風速）
- 沖縄県南大東島：最大瞬間風速48.4m/s
- 高知県室戸岬：最大瞬間風速47.0m/s